# العلاقات المالية النيجيرية
العلاقات المالية النيجيرية هي العلاقات الثنائية التي تجمع بين مالي ونيجيريا.

## مقارنة بين البلدين
هذه مقارنة عامة ومرجعية للدولتين:
| وجه المقارنة                                              | مالي            | نيجيريا                     |
| --------------------------------------------------------- | --------------- | --------------------------- |
| المساحة (كم2)                                             | 1.24 مليون      | 923.77 ألف                  |
| عدد السكان (نسمة)                                         | 18.54 مليون     | 190.89 مليون                |
| الكثافة السكانية (ن./كم²)                                 | 14.95           | 206.64                      |
| العاصمة                                                   | باماكو          | أبوجا، لاغوس                |
| اللغة الرسمية                                             | لغة فرنسية      | لغة إنجليزية، اللغة اليوربا |
| العملة                                                    | فرنك غرب أفريقي | نيرة نيجيرية                |
| الناتج المحلي الإجمالي (بليون دولار)                      | 15.29 مليار     | 375.77 مليار                |
| الناتج المحلي الإجمالي (تعادل القوة الشرائية) بليون دولار | 35.69 مليار     | 1.09 تريليون                |
| الناتج المحلي الإجمالي الاسمي للفرد دولار أمريكي          | 724             | 2.64 ألف                    |
| الناتج المحلي الإجمالي للفرد دولار أمريكي                 | 1.60 ألف        | 5.91 ألف                    |
| مؤشر التنمية البشرية                                      | 0.419           | 0.514                       |
| رمز المكالمات الدولي                                      | +223            | +234                        |
| رمز الإنترنت                                              | .ml             | .ng                         |
| المنطقة الزمنية                                           | 00              | ت ع م+01:00                 |

## منظمات دولية مشتركة
يشترك البلدان في عضوية مجموعة من المنظمات الدولية، منها:
| علم المنظمة | اسم المنظمة                                                | تاريخ انضمام مالي | تاريخ انضمام نيجيريا |
| ----------- | ---------------------------------------------------------- | ----------------- | -------------------- |
|             | البنك الإفريقي للتنمية                                     | ?                 | ?                    |
|             | العملية المشتركة للاتحاد الأفريقي والأمم المتحدة في دارفور | ?                 | ?                    |
|             | المركز الدولي لتسوية المنازعات الاستشارية                  | 2 فبراير 1978     | 14 أكتوبر 1966       |
|             | مؤسسة التنمية الدولية                                      | 27 سبتمبر 1963    | 14 نوفمبر 1961       |
|             | مؤسسة التمويل الدولية                                      | 9 مايو 1978       | 30 مارس 1961         |
|             | الاتحاد البريدي العالمي                                    | ?                 | ?                    |
|             | البنك الدولي للإنشاء والتعمير                              | 27 سبتمبر 1963    | 30 مارس 1961         |
|             | منظمة التجارة العالمية                                     | ?                 | ?                    |
|             | منظمة التعاون الإسلامي                                     | ?                 | ?                    |
|             | منظمة حظر الأسلحة الكيميائية                               | ?                 | ?                    |
|             | الفريق المعني برصد الأرض                                   | ?                 | ?                    |
|             | الأمم المتحدة                                              | 28 سبتمبر 1960    | 7 أكتوبر 1960        |
|             | مجموعة دول أفريقيا والكاريبي والمحيط الهادئ                | ?                 | ?                    |
|             | الاتحاد الأفريقي                                           | ?                 | ?                    |
|             | وكالة ضمان الاستثمار متعدد الأطراف                         | 22 أكتوبر 1992    | 12 أبريل 1988        |
|             | منظمة الشرطة الجنائية الدولية                              | ?                 | ?                    |
|             | يونسكو                                                     | 7 نوفمبر 1960     | 14 نوفمبر 1960       |
|             | الاتحاد الدولي للاتصالات                                   | 21 أكتوبر 1960    | 11 أبريل 1961        |

## وصلات خارجية
- موقع وزارة الخارجية النيجيرية